# Mononychellus
Mononychellus är ett släkte av spindeldjur. Mononychellus ingår i familjen Tetranychidae.

## Dottertaxa tillMononychellus, i alfabetisk ordning[1]
- Mononychellus bondari
- Mononychellus caribbeanae
- Mononychellus chapalensis
- Mononychellus chemosetosus
- Mononychellus erythrinae
- Mononychellus eysenhardtiae
- Mononychellus flabellosetus
- Mononychellus georgicus
- Mononychellus heteromniae
- Mononychellus hispidosetus
- Mononychellus hoffmannae
- Mononychellus hyptis
- Mononychellus lippiae
- Mononychellus manihoti
- Mononychellus mcgregori
- Mononychellus planki
- Mononychellus progresivus
- Mononychellus psidium
- Mononychellus reevesi
- Mononychellus siccus
- Mononychellus tanajoa
- Mononychellus tephrosiae
- Mononychellus tunstalli
- Mononychellus vaalensis
- Mononychellus wainsteini
- Mononychellus vilaricensis
- Mononychellus willardiae
- Mononychellus virginiensis
- Mononychellus virosus
- Mononychellus yemensis